# Château de l'Ansaudière
Le château de l'Ansaudière est un édifice situé à Saint-Martin-du-Limet, en France.

## Localisation
Le château est situé sur le territoire de la commune de Saint-Martin-du-Limet, située dans le département du Mayenne en région Pays de la Loire.

## Description
Le château de l'Ansaudière se compose de deux corps de bâtiments dont le plus ancien est un logis rectangulaire du XVIIe siècle, à hautes toitures. Aux XVIIIe et XIXe siècles, est construit, perpendiculairement, un autre bâtiment flanqué de tours rondes aux angles ; une tour carrée à la jonction des deux constructions est des vestiges plus anciens. La chapelle date du XVIe siècle. Le parc de 12 ha est créé en 1827 par François de La Porte (ascendant des actuels propriétaires),,.

## Histoire
Au XVIe siècle, l'Ansaudière appartenait à la famille Mauviel qui a donné des sénéchaux à la baronnie de Craon. En 1754, Jean Cournée de La Noë achète la demeure et c'est l'un de ses descendants, François de La Porte qui donne au château son aspect actuel (édification en façade des tours rondes et des clochetons destinés à casser la pente des toitures) et qui fait construire le parc. 

## Gravure
Tancrède Abraham a représenté le château dans une gravure à l'eau-forte en 1872.